# Sigfrid Flodin
Knut Sigfrid Flodin, född 6 januari 1827 i Sankt Nikolai församling i Stockholm, död 11 november 1909 i Hedvig Eleonora församling, Stockholm, var en svensk bokförläggare.
Flodin arbetade 1843–1862 i brodern Johan Joakims Flodins bokhandel. Han startade 1846 egen förlagsverksamhet och drev 1865–1875 ett boktryckeri. Utgivare av Litografiskt Allehanda 1862–1865. Han var ordförande i Svenska bokförläggareföreningen 1887–1890.
Han skrev flera barnböcker, bland annat under pseudonymen Onkel Adam, och vissa samlades i serien Rolighetsböcker för små barn. 1–6. (1861–1865).
Han var från 1865 gift med Louise Söderqvist. Makarna är begravda på Norra begravningsplatsen utanför Stockholm.